# اشچینو، شهرستان سزکزسینک
اشچینو، شهرستان سزکزسینک (به لاتین: Trzcinno, Szczecinek County) یک منطقهٔ مسکونی در لهستان است که در Gmina Szczecinek واقع شده‌است.

## خصوصیات
اشچینو ۲۳۰ نفر جمعیت دارد.